# Plusiophaes eremita
Plusiophaes eremita är en fjärilsart som beskrevs av Holland 1894. Plusiophaes eremita ingår i släktet Plusiophaes och familjen nattflyn. Inga underarter finns listade i Catalogue of Life.